# Gcina Mhlope
Nokugcina Elsie Mhlope dite Gcina Mhlope (quelquefois orthographié Mhlophe), née en 1958, est une militante anti-apartheid, une actrice, une conteuse, une poète, une dramaturge, et une metteuse en scène sud-africaine. Elle s'efforce en particulier de préserver la narration comme un moyen de rendre l'histoire vivante et d'encourager les enfants sud-africains à lire. Elle raconte ses histoires en quatre langues sud-africaines : anglais, Afrikaans, Zoulou et Xhosa.

## Biographie
Elle est née en 1958 à Hammarsdale (Epumalanga), un township de la province du KwaZulu-Natal à proximité de Durban, d'une mère Xhosa mère et d'un père Zoulou. Après ses études secondaires, elle rejoint sa sœur aînée qui travaille comme domestique à Johannesbourg, et utilise discrètement la chambre mise à disposition de sa sœur par la famille pour qui elle travaille,. Elle commence sa vie professionnelle comme ouvrière, puis plus tard, comme journaliste à Press Trust et de la Radio de la BBC. Puis elle écrit pour Learn and Teach, un magazine pour les personnes découvrant la lecture.
Elle commence à écrire des nouvelles. Elle participe également à des créations collectives au Market Theatre, unique scène multiraciale de la ville durant l'apartheid. Elle est associée en particulier à l'écriture puis à l'interprétation de Black Dog / Inj'emnyama (Chien noir) et de Born in the RSA (Né en République d'Afrique du Sud). Black Dog est joué sur scène en 1984. Elle prolonge cette création collective en mettant au point des pièces de théâtre qui lui sont propres, notamment Have you seen Zandile ?, créée avec Maralin Vanrenen et Thembi Mtshali. Cette pièce tourne pendant plusieurs années, en Afrique mais aussi à travers l'Europe et les États-Unis et lui vaut plusieurs prix. Le personnage principal refuse d'aller travailler à la mine, aime la nature et veut créer des vêtements. L’œuvre devient un classique de la période de l'apartheid.
Plusieurs expériences l'incitent à s'orienter vers une activité de conteur. Elle attribue sa capacité de narration à sa grand-mère, qui l'a en partie élevée et qui lui a transmis cette passion des contes. Mais un autre élément décisif est sa rencontre, lorsqu'elle a 17 ans, avec un «imbongi», un griot traditionnel, puis les encouragements de Mannie Manim, cofondateur et directeur du Market Théâtre, à Johannesbourg.
Elle apparaît comme conteuse dans divers théâtres, de Soweto à Londres, et une grande partie de son travail est traduit en allemand, en français, en italien, en swahili et en japonais. Elle voyage beaucoup en Afrique et dans d'autres parties du monde, animant des séances de narration et des ateliers d'écriture. Elle enregistre également des mélodies, des contes et des chants avec les chanteurs du groupe Ladysmith Black Mambazo, The Gift of the Tortoise en 1994. En 1994 toujours, elle est faite docteur honoris causa de l'Open University, puis de l'université du Natal.
Ses histoires mêlent des éléments issus du folklore, de l'actualité, de la chanson et des idiomes. Elle s'attache également à développer de jeunes talents dans ce domaine de la narration de contes par le biais du groupe de conteurs Zanendaba. Cette initiative, créée en 2002, est une collaboration avec le Market Theatre et READ, un organisme national d'alphabétisation,. Elle anime aussi, pour l'Afrique du Sud, l'Association internationale du théâtre de l’enfance et la jeunesse (ASSITEJ).
En 2023, elle est sélectionnée pour la cinquième année d'affilée (depuis 2019) pour le prestigieux prix suédois, le Prix commémoratif Astrid-Lindgren.

## Principaux spectacles
- 1984 : actrice dans la pièce de théâtre Black Dog / Inj'emnyama
- 1986 : actrice dans Place of Weeping (film de Darrell Roodt)
- 1986 : Have You Seen Zandile? pièce écrite avec Maralin Vanrenen et Thembi Mtshali, et pour laquelle elle interprète le rôle principal,
- 1987 : actrice dans Born in the RSA, présenté à New York
- 1989 : premier festival de contes au Market Theatre
- 1990 : interprète sa pièce Have You Seen Zandile? au festival d'Édimbourg
- Participe à la tournée de la pièce Have You Seen Zandile? à travers l'Europe et les États-Unis
- 1994 : contribue à l'album des Ladysmith Black Mambazo : The Gift of the Tortoise
- 1997 : elle lit à la Commission de la vérité et de la réconciliation le texte The Bones of Memory qu'elle a écrit sur l'histoire de Afrique du Sud[8],[9]
- 2000 : interprète Peter und der Wolf (Pierre et le loup) à l'Opéra-Comique de Berlin

## Principales publications
- MaZanendaba (livre pour enfants)
- The Snake with Seven Heads. Johannesburg, Skotaville Publishers, 1989.
- Have you seen Zandile?. Portsmouth, NH, Heinemann, 1990.
- Queen of the Tortoises. Johannesburg , Skotaville, 1990. (livre pour enfants)
- The Singing Dog. Illustré par Erica Maritz et Andries Maritz. Johannesburg: Skotaville, 1992. (livre pour enfants)
- Molo Zoleka New Africa Education, 1994. (livre pour enfants)
- Nalohima, the Deaf Tortoise. Gamsbek, 1999.
- Fudukazi's Magic. Cambridge: Cambridge University Press, 1999. (CD – chants et musique)
- Fudukazi's Magic. Cambridge University Press, 2000 (CD – chants et musiques)
- Nozincwadi, Mother of Books. Maskew Miller Longman, 2001. (CD et livre, tournée sud-africaine dans les écoles en milieu rural)
- African Mother of Christmas. Maskew Miller Longman, 2002. (CD et livre)
- Love Child. Durban: University of Natal Press, 2002.
- Women Writing Africa: the southern region. Œuvre collective : Margaret Daymond et al.. Johannesburg: Witwatersrand University Press, 2002.
- Stories of Africa. University of Natal Press, 2003. (livre pour enfants)
- Queen of Imbira. Maskew Miller Longman. (livre pour enfants)
- M" Songs & stories of Africa – South African Music Awards Winner 2010, pour un Best English Kids Album – African Cream Music

## Filmographie
- 2018 : Liyana (film documentaire avec séquences d'animation), dans son propre rôle.

## Prix
- Elle reçoit le Obie Theatrical Award à New York pour Born in the RSA, en 1987[10].
- Elle reçoit le Fringe First Award à Édimbourg pour  Have you seen Zandile?.
- Elle se voit attribuer le Joseph Jefferson Award de la Meilleure Actrice à Chicago pour  Have you seen Zandile?.
- Elle reçoit le Prix Sony pour les émissions dramatiques à la Radio de BBC Afrique pour  Have you seen Zandile?.
- Elle est nommée pour le Noma Award pour Queen of the Tortoises, en 1991.
- Elle reçoit le Chat Award pour Molo Zoleka.
- Elle est l'une des 100 femmes désignées Femmes de l'année 2016 par la BBC[11]
- 2019 à 2023 :  Sélection pour le Prix commémoratif Astrid-Lindgren durant cinq années d'affilée[7]